# Anastasija Metiоlkina
Anastasija Nikolajevna Metiоlkina (ryska: Анастасия Николаевна Метёлкина; georgiska: ანასტასია ნიკოლაევნა მეტელკინა), född 10 mars 2005 i Vladimir, Ryssland, är en ryskfödd konståkare som tävlar för Georgien. 

## Karriär
I januari 2024 tog Metiоlkina silver tillsammans med Luka Berulava i paråkning vid EM i Kaunas.